# SV Zeist
SV Zeist is een amateurvoetbalvereniging uit de plaats en gemeente Zeist, Utrecht, Nederland. Tussen 1955 en 1961 kwam de club uit in het betaald voetbal.

## Algemeen
De vereniging werd op 28 maart 1914 opgericht. Vanaf 1918 werd gespeeld op het sportterrein “De Koeburg” aan de Laan van Rijnwijk, tussen Zeist en Driebergen.
Tot 1976 speelde het eerste elftal op De Koeburg. Wegens een gebrek aan ruimte op deze locatie speelden andere elftallen echter elders in Zeist. In mei 1976 verhuisde SV Zeist naar het Sportpark Dijnselburg in Huis ter Heide. De houten zittribune die vanaf 1949 op De Koeburg in gebruik was, verhuisde mee naar de nieuwe locatie en werd in 2005 gerenoveerd.
Er werd ook een aantal keer deelgenomen aan de KNVB beker. Clubspeler van de eeuw is Teus van Rheenen die speelde in de periode 1941–1965.

## Standaardelftallen

### Zaterdag
Met ingang van het seizoen 2020/21 komt het standaardelftal uit in de zaterdagafdeling van het amateurvoetbal, daarmee is “Zeist” een van de vele verenigingen die de overstap van (standaard)zondagvoetbal naar zaterdagvoetbal hebben gemaakt. Het startte in de Derde klasse van het KNVB-district West-I, het laagste niveau in dit district.

#### Competitieresultaat 2006/07
| 5 5C |

|  |

|  |

|  |

| - 4F |

| Vierde klasse | Vijfde klasse |

### Zondag
Het zondagelftal speelde laatstelijk in het seizoen 2018/19, waar het uitkwam in de Vierde klasse van West-I.
Na het profavontuur startte het team in 1961 weer in de Derde klasse en speelde hierna voornamelijk in deze, in de Vierde klasse en drie perioden in de UPVB. Na terugkeer bij de KNVB werd twee keer de Tweede klasse bereikt (1997/98-1998/99 en in 2000/01). In de jaren daarna zakte het terug tot de Vijfde klasse. In het seizoen 2010/11 volgde promotie naar de Vierde klasse, in 2014/15 werd promotie naar de Derde klasse, waar het twee seizoenen verbleef.

#### Competitieresultaten zondag 1919–2019
N.B. inclusief prof resultaten
| 3 3H |

| 1 3A |

| 6 2B |

| 6 2B |

| 2 2B |

| 10 2B |

| 1 3D |

| 3 3D |

| 3 3D |

| 3 3D |

| 4 3C |

| 7 3D |

| 9 3D |

| 5 3D |

| 5 3D |

| 3 3D |

| 5 3D |

| 9 3D |

| 8 3D |

| 2 3D |

| 5 3D |

| 8 Q |

| 7 3E |

| 2 3F |

| 2 3F |

| 1 3F |

|  |

| 3 3G |

| 7 3F |

| 2 3F |

| 3 3E |

| 8 3E |

| 7 3D |

| 2 3D |

| 7 3D |

| 5 3D |

| 7 3D |

| 7 C |

| 7 B |

| 7 A |

| 13 A |

| 8 B |

| 17 |

| 3 3D |

| 11 3D |

| 1 4H |

| 3 3D |

| 2 3D |

| 4 3D |

| 6 3D |

| 5 3D |

| 3 3D |

| 11 3D |

| 12 3D |

| 3 4H |

| 10 4H |

| 7 4G |

| 12 4H |

|  |

|  |

|  |

|  |

|  |

|  |

|  |

| 9 4H |

| 11 4H |

| 12 4H |

|  |

|  |

|  |

|  |

|  |

| 10 4H |

| 12 4G |

|  |

| 1 4G |

| 3 3D |

| 1 3D |

| 6 2B |

| 11 2B |

| 2 3D |

| 12 2B |

| 7 3D |

| 11 3D |

| 9 4H |

| 6 4H |

| 9 4H |

| 11 4H |

| 7 5H |

| 5 5H |

| 2 5H |

| 1 5G |

| 5 4F |

| 11 4G |

| 6 4G |

| 2 4G |

| 7 3D |

| 11 3D |

| 2 4H |

| 3 4F |

| Eerste klasse (profniveau) | Tweede divisie | Tweede klasse | Derde klasse | Vierde klasse | Vijfde klasse | Noodcompetitie |

In elke staaf van de grafiek staat van boven naar beneden vermeld: 
- Eindnotering

Dit is de positie die de club heeft bereikt in de competitie, zonder eventuele beslissings-, play-off- of nacompetitiewedstrijden die nodig zijn geweest om bijvoorbeeld de kampioen van de competitie te bepalen.
Indien een * achter het getal staat is de notering een tussenstand en kan het zijn dat de notering niet overeenkomt met de uiteindelijke eindstand van de competitie.
Staat er een - dan is het seizoen nog bezig en is er geen definitieve uitslag bekend.
Staat er xx op de positie van de notering, dan heeft de club vroegtijdig de competitie verlaten. Dit kan onder andere komen door terugtrekking van het team, faillissement van de club of door een uitgedeelde straf van de KNVB. In veel gevallen staat elders in het artikel de reden vermeld.
Staat er een ? dan is het resultaat uit het verleden onbekend, en is alleen de competitie of het niveau bekend van dat seizoen.
In de seizoenen 2019/20 en 2020/21 werd wegens de coronacrisis het amateurvoetbal afgebroken. Daardoor kennen deze staven geen eindklassering (middels -- weergegeven).
- Competitieniveau en afdelingsletter of Officiële eindstand Eredivisie
  - Competitieniveau en afdelingsletter

Hierbij geeft het getal het niveau weer, dat ook terug te vinden is in de legenda. De letter is de afdelingsaanduiding en wordt gebruikt wanneer er meer afdelingen zijn op hetzelfde niveau. De afdelingsletter is altijd een hoofdletter en wordt meestal zonder nummer gebruikt.
Voorbeeld: 2F is niveau 2e klasse competitie F.
Het competitieniveau en nummer wordt niet vermeld wanneer er slechts één competitie van dit niveau was.
  - Officiële eindstand Eredivisie (getal staat tussen haakjes vermeld)

Sinds de introductie van play-offwedstrijden voor Europees voetbal na afloop van de reguliere competitie in 2005/06, is de KNVB verplicht een eindstand van de Eredivisie door te geven aan de UEFA aan de hand van deze play-offwedstrijden.
Bij deze eindstand staan clubs die zich hebben gekwalificeerd voor Europees voetbal hoger dan clubs die zich niet wisten te kwalificeren. Indien er geen verschil was tussen de eindnotering en de officiële eindstand, staat dit getal niet vermeld.

- Onderafdeling

Hier staat afgekort de naam van de onderafdeling indien de club in dat jaar in een onderafdeling uitkwam. Tevens staat deze afkorting in de legenda en wordt gelinkt naar het artikel over deze onderafdeling. Deze afkorting wordt alleen vermeld wanneer de club in het verleden in verschillende onderafdelingen heeft gespeeld. Deze vermelding is in de staaf altijd in kleine letters. Deze onderafdelingen zijn na het seizoen 1995/96 afgeschaft. Heeft de club in slechts één onderafdeling gespeeld, dan is dit alleen terug te vinden in de legenda.
Onder de staaf staat het jaartal vermeld waarin het seizoen is afgesloten. 15 verwijst naar het seizoen 2014/15 of eventueel het seizoen 1914/15.
Wanneer een staaf leeg is, zijn deze gegevens niet bekend. Het kan ook zijn dat de club dat seizoen niet heeft meegespeeld op het hogere amateurniveau, vroegtijdig de competitie heeft verlaten of uit de competitie is gezet.

In het seizoen 1944/45 was er wegens de Tweede Wereldoorlog geen regulier competitievoetbal.

## Betaald voetbal
In 1955 werd SV Zeist door de Koninklijke Nederlandse Voetbalbond toegelaten tot het betaald voetbal. De club is in de historie van het Nederlandse voetbal de enige derdeklasser die rechtstreeks de stap naar de professionele sport heeft gemaakt.
SV Zeist werd in het seizoen 1955/56 zevende in de Eerste klasse C en speelde vervolgens vijf seizoenen in de Tweede divisie. De eerste seizoenen lukt het nog om gemiddeld ongeveer 3000 toeschouwers per wedstrijd te trekken, maar later liepen de aantallen terug. Na een zeventiende plaats in seizoen 1960/61 volgde terugzetting naar het amateurvoetbal. De club had in zes jaar semi-professioneel voetbal een schuldenlast van 68.000 gulden opgebouwd.

### Seizoensoverzichten
| Resultaten van Zeist sinds de toetreding in het betaald voetbal in 1955 | Resultaten van Zeist sinds de toetreding in het betaald voetbal in 1955 | Resultaten van Zeist sinds de toetreding in het betaald voetbal in 1955 | Resultaten van Zeist sinds de toetreding in het betaald voetbal in 1955 | Resultaten van Zeist sinds de toetreding in het betaald voetbal in 1955 | Resultaten van Zeist sinds de toetreding in het betaald voetbal in 1955 | Resultaten van Zeist sinds de toetreding in het betaald voetbal in 1955 | Resultaten van Zeist sinds de toetreding in het betaald voetbal in 1955 | Resultaten van Zeist sinds de toetreding in het betaald voetbal in 1955 | Resultaten van Zeist sinds de toetreding in het betaald voetbal in 1955 | Resultaten van Zeist sinds de toetreding in het betaald voetbal in 1955 | Resultaten van Zeist sinds de toetreding in het betaald voetbal in 1955 | Resultaten van Zeist sinds de toetreding in het betaald voetbal in 1955 |
| Seizoen                                                                 | Competitie                                                              | Competitie                                                              | Competitie                                                              | Competitie                                                              | Competitie                                                              | Competitie                                                              | Competitie                                                              | Competitie                                                              | Competitie                                                              | Kwalificatie                                                            | KNVB Beker                                                              | Bijzonderheid                                                           |
| Seizoen                                                                 | Divisie                                                                 | GW                                                                      | W                                                                       | G                                                                       | V                                                                       | PNT                                                                     | DV                                                                      | DT                                                                      | POS                                                                     | Kwalificatie                                                            | KNVB Beker                                                              | Bijzonderheid                                                           |
| ----------------------------------------------------------------------- | ----------------------------------------------------------------------- | ----------------------------------------------------------------------- | ----------------------------------------------------------------------- | ----------------------------------------------------------------------- | ----------------------------------------------------------------------- | ----------------------------------------------------------------------- | ----------------------------------------------------------------------- | ----------------------------------------------------------------------- | ----------------------------------------------------------------------- | ----------------------------------------------------------------------- | ----------------------------------------------------------------------- | ----------------------------------------------------------------------- |
| 1955/56                                                                 | Eerste klasse C                                                         | 30                                                                      | 13                                                                      | 6                                                                       | 11                                                                      | 32                                                                      | 54                                                                      | 53                                                                      | 7e                                                                      | Tweede divisie                                                          | Geen bekertoernooi                                                      | Zeist treedt toe tot het betaald voetbal                                |
| 1956/57                                                                 | Tweede divisie B                                                        | 28                                                                      | 10                                                                      | 7                                                                       | 11                                                                      | 27                                                                      | 51                                                                      | 57                                                                      | 7e                                                                      | –                                                                       | 2e ronde                                                                | –                                                                       |
| 1957/58                                                                 | Tweede divisie A                                                        | 26                                                                      | 11                                                                      | 4                                                                       | 11                                                                      | 26                                                                      | 54                                                                      | 59                                                                      | 7e                                                                      | –                                                                       | 3e ronde                                                                | –                                                                       |
| 1958/59                                                                 | Tweede divisie A                                                        | 28                                                                      | 7                                                                       | 5                                                                       | 16                                                                      | 19                                                                      | 48                                                                      | 79                                                                      | 13e                                                                     | –                                                                       | 1e ronde                                                                | –                                                                       |
| 1959/60                                                                 | Tweede divisie B                                                        | 24                                                                      | 8                                                                       | 7                                                                       | 9                                                                       | 23                                                                      | 32                                                                      | 45                                                                      | 8e                                                                      | –                                                                       | Geen bekertoernooi                                                      | –                                                                       |
| 1960/61                                                                 | Tweede divisie                                                          | 34                                                                      | 6                                                                       | 7                                                                       | 21                                                                      | 19                                                                      | 43                                                                      | 91                                                                      | 17e                                                                     | –                                                                       | Groepsfase                                                              | Zeist degradeert naar de amateurs                                       |

### Topscorers
- 1955/56:  Teus van Rheenen (15)
- 1956/57:  Henk de Zoete (18)
- 1957/58:  Teus van Rheenen (30)
- 1958/59:  Piet de Jongh (9)
- 1959/60:  Gijs van Wieringen (12)
- 1960/61:  Arie Schouten (9)

### Trainers
1955–1957:  Henk Baams
1957–1959:  Wim Vaal
1959–1961:  Henk Smit

## Bekende (oud-)spelers
SV Austerlitz · DOSC · VV FZO · VV Jonathan · ZSC Patria · SV Saestum · SV Zeist